# Lori Grimes
Lori Grimes es un personaje ficticio de la serie de televisión The Walking Dead, que se transmite por AMC en Estados Unidos, basada en la serie de cómics del mismo nombre. El personaje fue creado por Robert Kirkman y es interpretado por la actriz Sarah Wayne Callies. Lori es la esposa del protagonista, Rick Grimes, y madre de Carl. Actúa como el núcleo emocional del grupo, aportando estabilidad en medio del caos. Inicialmente, ella y su hijo escapan del brote junto con Shane Walsh, el mejor amigo de Rick. Creyendo que su esposo había muerto, Lori inicia una relación con Shane. Sin embargo, cuando se reencuentra con Rick, decide poner fin rápidamente a su vínculo con Shane, priorizando la unidad de su familia.
Por su actuación como Lori, Callies fue nominada para el Premio Saturn a la Mejor Actriz en Televisión en 2010 y fue una de los miembros del elenco de The Walking Dead, ganadores del Premio Satellite a mejor serie de televisión en 2012.

## Historia
Lori era oriunda de la ciudad de Atlanta donde vivía con sus padres antes de mudarse a Cynthiana, Kentucky. Un día Lori recibió la trágica noticia de que Rick había sido herido en servicio y había caído en coma. Al poco tiempo todo el caos zombi se desató y entonces Lori abandonó el pueblo en compañía de su hijo y Shane Walsh, y se dirigió a Atlanta para tratar de refugiarse en casa de sus padres.
Emocionalmente devastada por haber abandonado a su esposo en el hospital y tras encontrar que Atlanta no era lo que estaba pensando, Lori comenzó a deprimirse y a apoyarse en Shane, y esto finalmente terminó en una apasionada noche de sexo entre ambos al lado de la carretera principal. Inmediatamente después de su aventura de una noche, Lori comenzó a sentirse culpable por haber traicionado la memoria de su marido y se arrepintió profundamente por lo que había hecho. Lori, Shane y Carl guardaron refugio en un campamento en las afueras de la ciudad junto a otras familias que también habían viajado a Atlanta y fue allí donde la mujer volvió a reunirse milagrosamente con su marido. Tras el reencuentro Lori se comportó como si nada hubiese ocurrido entre ella y Shane. Lori fue testigo de una brava pelea entre Shane y Rick, y entonces la mujer salió a defender a su marido y rasguño con fuerza a Shane en la cara y le ordenó mantenerse alejado de su familia.
Esto fue la gota que colmó el vaso en la retorcida mente de Shane y fue lo que finalmente llevó al hombre a su muerte.
Luego de la muerte de Shane, Lori comenzó a comportarse de manera extraña. Lori se había dado cuenta de que había quedado embarazada tras esa noche de pasión, y la culpa la carcomía por dentro. No tardó mucho tiempo en revelarle a su marido acerca de su condición, finalmente Lori dio a luz a una pequeña niña a la que puso por nombre Judith Grimes, lo cual le costó su vida.
La muerte de Lori deja a Rick y Carl destrozados emocionalmente. Rick sufre alucinaciones aterradoras, tanto visuales como auditivas, en un momento dado, incluso usando un teléfono para tener lo que él cree que son conversaciones reales con su difunta esposa.  Confía en Michonne, quien también ha hablado con un ser querido fallecido para ayudar con el proceso de afrontamiento.

## Adaptación de TV

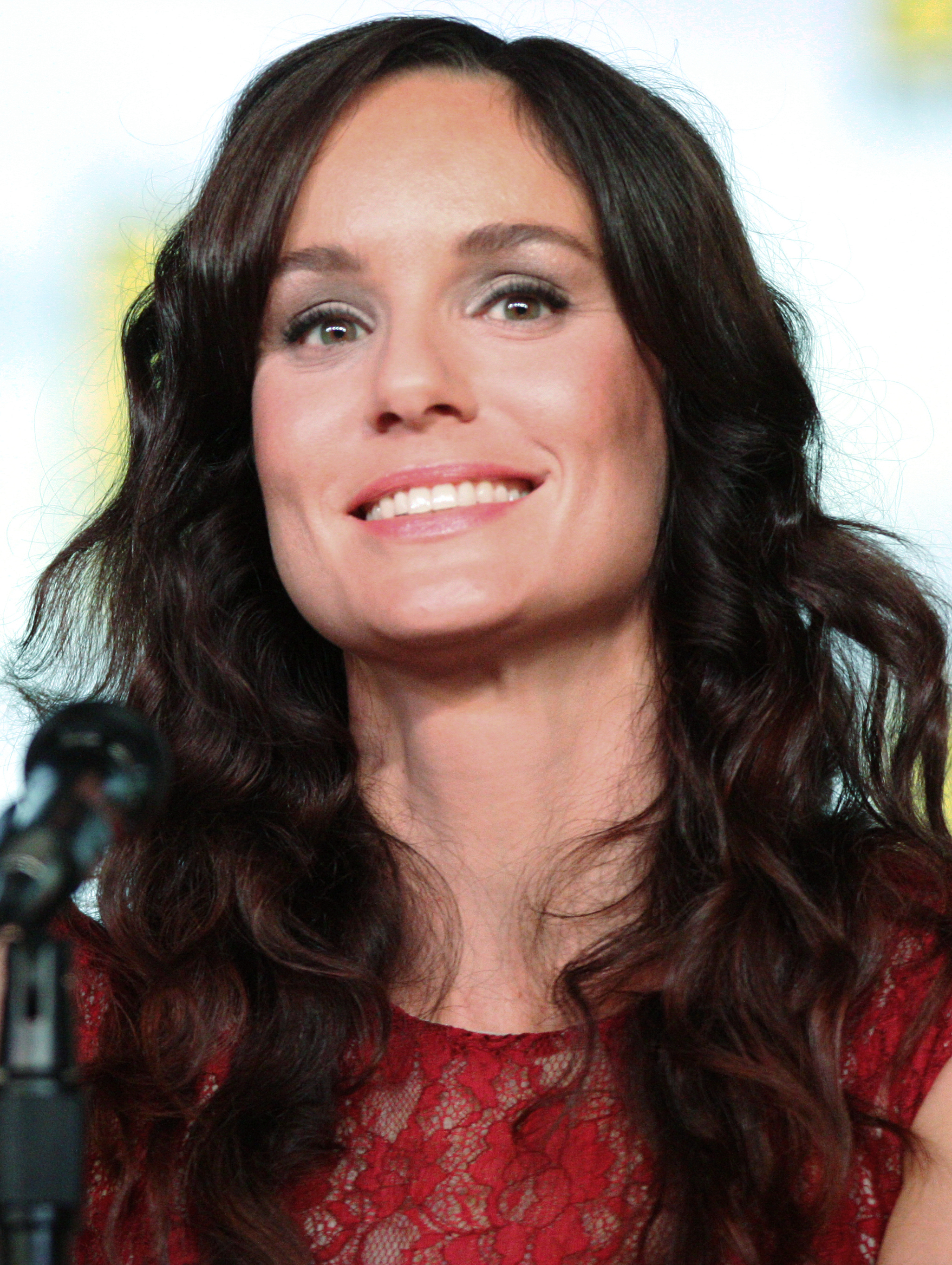
Sarah Wayne Callies interpretó a Lori Grimes desde el primer episodio de la primera temporada hasta la tercera temporada.

Lori Grimes vivía junto a su esposo Rick y su hijo Carl en el condado de King (King County, en inglés), en el estado de Georgia. Un día Lori recibió la trágica noticia que habían herido de un disparo a Rick y que había quedado en coma.
Cuando el apocalipsis comenzó, Lori huyó junto a su hijo y Shane Walsh hacia Atlanta, la capital del estado, dejando atrás a su marido en coma. Cuando la situación empeoró en la ciudad, Shane, Lori y Carl escaparon de Atlanta, donde conocieron a los Peletier.[cita requerida]

### Temporada 1
En el primer episodio, Days Gone Bye, Lori vivía en un campamento en las afueras de Atlanta junto con Carl, Shane y otros sobrevivientes. Cuando Amy logró captar la señal de radio de alguien que se dirigía a Atlanta, Lori sugirió que quizás deberían colocar señales en el camino para advertirle a las personas que la ciudad era un punto muerto pero Shane se rehusó a la idea diciendo que era muy peligroso y entonces Lori enfadada se marchó hacia su carpa seguida por el hombre donde reveló que había comenzado una relación amorosa con el mejor amigo de su marido. Los dos mantenían su romance oculto de su hijo para evitar problemas y se veían a escondidas cada vez que podían.
En Guts, Con la excusa de juntar hongos para el almuerzo, Lori le pidió a Dale que vigilase a su hijo mientras ella se ausentaba y entonces se encontró con Shane en el bosque donde comenzaron a besarse y a desvestirse, pero no libres de la memoria de Rick, ya que ella tenía colgado alrededor del cuello la alianza de matrimonio que pertenecía a su marido. Tras contemplarla por algunos instantes, Lori finalmente decide quitársela y dejar atrás el pasado y entonces comienza a tener relaciones sexuales con Shane en medio del bosque.
En el episodio Tell It to the Frogs, Grande fue su sorpresa cuando Rick reapareció vivo en el campamento junto al grupo que había viajado a Atlanta en busca de provisiones y corrió a abrazarlo muy emocionada y confundida al mismo tiempo. Cuando Carl le dijo a su papá que ella le había dicho que él había fallecido, Rick contestó que ella estaba en lo correcto puesto que no hubiera podido saber si él sobreviviría a la epidemia en la ciudad. Esa misma noche, mientras rememoraban sus vidas a través de un viejo álbum de fotografías, los dos retomaron su relación aunque ella se mostraba gravemente apenada y carcomida por su consciencia debido a todo lo que había hecho en su ausencia. Al día siguiente, muy enfurecida por el hecho de que Shane le había mentido al decirle que Rick había muerto, ella lo confrontó y le advirtió que se mantuviera alejado de su familia. Cuando Rick le confesó que planeaba volver a la ciudad en busca de Merle, Lori discutió con él alegando que ahora su familia necesitaba de él más que nunca, pero a sabiendas de que no podría competir con la naturaleza noble de Rick, lo dejó marcharse y le pidió que vuelva con vida.
En Vatos, Lori mantuvo su distancia y la de su hijo alejados de Shane, hasta que el comportamiento errático de uno de los acampantes, Jim, comenzó a preocuparlos. Ella estuvo presente cuando el grupo confrontó al hombre sobre su comportamiento y le dijo que estaba asustando a las criaturas, pero el hombre se rehusó a detenerse y entonces lo tuvieron que derribar. Horas más tarde Jim se disculpó con Lori por su comportamiento y le advirtió que mantuviera a su hijo muy cerca de ella todo el tiempo. Esa misma noche, mientras el grupo disfrutaba de una velada juntos, el campamento fue atacado por los muertos andantes y el caos se desató en un abrir y cerrar de ojos. Lori y Carl fueron protegidos por Shane, hasta que el grupo de Rick volvió de su misión y ayudaron a acabar con los zombis. Lori trató de calmar a Carl, y entonces Rick los abrazó a ambos y les dijo que todo iba a estar bien.
En el episodio Wildfire, Tras la masacre de la noche anterior, Lori ayudó al resto del grupo sobreviviente a deshacerse de los cadáveres y estuvo en contra de la idea de Rick de ir al Centro de Control de Enfermedades en busca de una cura para el infectado Jim. Una pelea se desató entre los dos donde Rick le preguntó si lo culpaba de lo que había sucedido por no haber estado en el campamento y Lori le dijo que no pero le recalcó que no sabía si podía seguirlo ciegamente en sus decisiones. Cuando ella le pregunto si existía alguna certeza en su plan, él le recalco que lo único que tenía era su amor por ella, dejándola sin saber que decir. Luego de que Shane acudiera a ella para que hiciera desistir a Rick en su idea de moverse del campamento y la acusara de dejar que su esfuerzo por reconstruir su matrimonio pusiera en peligro la seguridad del grupo, ella, aún enojada por la mentira que él le había dicho, decidió apoyar a Rick en su decisión y finalmente el grupo partió en la mañana..
En el final de temporada TS-19, Tras llegar al Centro de Control de Enfermedades y encontrarlo todo cerrado, Lori fue una de las primeras en entrar en pánico cuando más y más andantes aparecían rodeándolos. Luego de entrar al establecimiento y conocer las condiciones del encargado del lugar, hacerse pruebas de sangre, Lori y Rick compartieron juntos una ducha caliente hasta que decidieron ir cada uno a explorar el lugar. Lori visitó la sala recreacional donde, luego de enviar a las criaturas a dormir, comenzó a husmear en el librero hasta que fue confrontada por Shane en completo estado de ebriedad. Él le pidió que escuche su parte de la historia en lo que sucedió con Rick, pero Lori se rehusó a escuchar y trató de salir de la habitación pero Shane se interpuso en la puerta y le dijo que la única manera en la que ella y Carl hubieran accedido a marcharse era creyendo que Rick había muerto. Lori siguió insistiendo en que no quería escucharlo y entonces Shane se abalanzo sobre ella y trato de toquetearla y forzarla a tener relaciones, pero Lori se defendió clavando sus uñas en su cuello y haciendo que este se marche. Al volver a la habitación, un también ebrio Rick le dijo que de ahora en adelante ellos ya no tendrían nada a que temerle, pero Lori no estaba tan segura de eso. Al día siguiente, Lori evadió todo contacto con Shane cuando este trato de disculparse por su comportamiento y finalmente cuando el Dr. Jenner reveló que todo el establecimiento explotaría en cuestión de minutos, ella le imploró porque los deje salir diciendo que el único deseo de vivir que ellos tenían era sobrevivir lo más que pudieran. Mientras Rick trataba de hacer que el Dr. entrara en razón, Lori trato de calmar a su hijo y finalmente luego de que Jenner los dejara marcharse, Lori se sorprendió bastante al enterarse de que Jaqui había decido quedarse y morir en la explosión. Lori y Carl escaparon junto con Rick y los otros del establecimiento, y presenciaron como el lugar explotaba en mil pedazos. Lori y los otros luego partieron de lo que quedaba del Centro de Control de Enfermedades sin rumbo fijo.

### Temporada 2
En la premier de la temporada What Lies Ahead, Lori partió de Atlanta junto con su familia y el resto de sobrevivientes rumbo a Fort Benning y por el camino quedaron atorados en una autopista llena de vehículos abandonados. Al descender del auto, Lori tuvo la impresión de que el lugar se trataba de un cementerio y mientras recorría el lugar en busca de algo que pudiera serles de utilidad, le dijo a Carl que no se alejara de su vista. Cuando una horda de caminantes comenzó a atravesar por el lugar, Lori y Carol se metieron rápidamente debajo de uno de los vehículos abandonados mientras que sus hijos se metieron debajo de otro. Carol estuvo aterrada al ver a su hija sola temblando de miedo frente a ella y Lori trato de contenerla para que pudieran pasar desapercibidas. Luego de que Sophia fuera perseguida por dos caminantes y se perdiera en el bosque, Lori trato de calmar a una desconsolada Carol y al día siguiente acompañó al grupo a buscar a la niña al bosque. Mientras buscaban a la niña, Carl le confesó a Lori que Shane lo estaba tratando muy rudamente sin razón aparente y entonces ella confrontó al hombre sobre su actuar y este le informó que planeaba abandonar el grupo después de encontrar a Sophia y esta le dijo que quizás iba a ser lo mejor para todos. Cuando Rick decidió que él y Shane deberían separarse de los demás para cubrir más terreno, Carl le preguntó si a su madre si podía ir con ellos y esta accedió. A pedido de Rick, Daryl le entregó un arma a Lori para que se proteja mientras él no estaba y mientras caminaban de regreso a la autopista, Andrea comenzó a mofarse del hecho de que ella tuviera un arma solo por el hecho de ser la esposa de Rick. Lori le entregó el arma a Andrea y entonces confrontó al grupo para que dejaran de juzgar a Rick por las decisiones que tomaba puesto que nadie los estaba obligando a seguirlos y entonces le pidió a Carol que deje de culparlo puesto que nadie tenía la culpa de lo que estaba sucediendo. Andrea se disculpó por su modo de actuar, y entonces el grupo continuó su camino.
En el episodio Bloodletting, Lori sintió dentro suyo que algo no andaba bien con su marido y con su hijo después de escuchar un tiro en la distancia, pero continuó caminando para evitar retrasar al grupo. Cuando Maggie Greene apareció montada a caballo y confundió a Andrea por Lori, ella le informó al grupo que Carl había sido herido y que Rick la había enviado a buscarla. Lori sin pensarlo dos veces subió al caballo de Maggie y viajó hasta la Granja Greene, donde se quebró al ver a su hijo malherido en cama. Ella y Rick se consolaron mutuamente y entonces Hershel les informó de lo que necesitaban hacer para salvarlo.
En Save the Last One, Mientras esperaban que Shane y Otis volvieran del pueblo con el equipamiento necesario para operar a Carl, Lori y Rick discutieron acerca de lo que sería mejor para Carl y entonces Lori manifestó su incertidumbre acerca de si sería mejor dejar morir a Carl para salvarlo de vivir en el mundo en el que estaban viviendo. Esto produjo el enojo de Rick quien le dijo que deberían pelear por su hijo y justo en ese momento Carl abrió los ojos y ambos se pusieron contentos. Sin embargo, la felicidad no duro mucho puesto que Carl comenzó a convulsionar y entonces Hershel les dijo que debían someterlo a la cirugía sin poder esperar más. En ese momento Shane regresó con el equipamiento y Hershel pudo practicarle la cirugía a Carl. Lori le agradeció a Shane lo que había hecho por su hijo y le manifestó su deseo de que se quedara con el grupo por un tiempo más.
En el episodio Cherokee Rose, Lori se puso bastante contenta cuando su hijo comenzó a recuperarse y finalmente cuando Glenn se dispuso a marcharse a un pueblo cercano en busca de provisiones y medicamentos, ella lo apartó del grupo y le pidió que busque algo para ella de la sección de higiene femenina y que sea bastante discreto al respecto. Cuando Glenn volvió, Lori tomó rápidamente el pedido que le había hecho y le pidió que no le diga a nadie al respecto. Cuando Rick le confesó a Lori su remordimiento por haberle mentido a Carl respecto a Sophia y su sentimiento de culpa por haberla abandonado en el bosque, Lori lo confortó diciendo que él solo estaba haciendo lo mejor que podía para protegerlos a todos y finalmente estuvo con él cuando este decidió dejar a un lado sus placas de policía. Más tarde esa misma noche, Lori se alejó del lugar donde estaba asentado el campamento y en medio del campo reveló que lo que le había pedido a Glenn era una prueba de embarazo. Lori se realizó el test y contempló asombrada que indefectiblemente estaba embarazada.
En Chupacabra, Lori despertó tarde y Carol le pidió que hablara con Hershel para que las dejara cocinar una cena en muestra de agradecimiento por su hospitalidad puesto que ella era como una primera dama por ser la esposa de Rick. Lori luego fue confrontada por Glenn quien descubrió acerca de su embarazo y entonces ella le pidió que no le dijera nada a Rick hasta que ella encontrara el momento adecuado. Cuando Rick comenzó a vacilar acerca de sus intenciones por encontrar a Sophia tras una conversación con Shane, Lori le devolvió las esperanzas y lo animó a que no se diera por vencido.
En el episodio Secrets, Con Carl completamente recuperado, Lori comenzó a ayudar en los quehaceres la granja y también acompañó al grupo a las lecciones de disparo que Shane y Rick habían planeado. Mientras Dale y Carol preparaban el almuerzo, Lori comenzó a manifestar los síntomas de su embarazo y entonces Dale la confrontó respecto a ello y le pidió que hablara con Rick al respecto si es que él era el padre de la criatura. Lori le confesó al hombre entre lágrimas los motivos por los cuales había incurrido en una relación clandestina con Shane y finalmente le reveló su miedo acerca de traer un bebé al mundo en las circunstancias en que se encontraban. Aunque Dale le aseguró que valía la pena intentarlo, el hombre no pudo asegurarle que su bebé podría tener una vida larga y entonces Lori finalmente tomó una decisión respecto a su embarazo. Lori buscó a Glenn y le pidió que volviera al pueblo en busca de unas pastillas para ella y finalmente cuando este se las trajo, la mujer comenzó a debatirse acerca de lo que debía hacer. Tras mucho pensarlo, Lori finalmente ingirió todas las píldoras abortivas, pero se arrepintió en el último momento y corrió a vomitarlas. Rick encontró la caja de pastillas en la tienda y salió en busca de la mujer para confrontarla por no decirle que estaba embarazada. Tras disculparse y en medio de una acalorada discusión, Lori finalmente tomo coraje y le confesó a su marido acerca de su aventura con Shane y para su sorpresa Rick le reveló que ya sabía sobre ello.
En el final de mitad de temporada Pretty Much Dead Already, Luego de que Glenn revelara la existencia de caminantes encerrados en el granero de la granja, Shane trató de convencer a Rick de marcharse del lugar lo antes posible y fue entonces cuando se enteró de que no podían hacerlo puesto que Lori estaba embarazada. Shane, convencido de que él era el padre de la criatura que ella estaba esperando, confrontó a Lori pero ella le aseguró que el bebé le pertenecía a su esposo. Cuando Lori manifestó que la aventura que ellos habían tenido fue un error, Shane se enfureció y entonces le dijo a Lori que Rick nunca debió haber regresado de la muerte. Lori comenzó a inquietarse por la nueva actitud de Shane y muy alterada le aclaró que el bebé nunca sería de él y le pidió nuevamente que se mantuviera alejado de su familia. Lori comenzó a apartar a Carl de Shane y finalmente luego de que el hombre abriera intempestivamente la puerta del granero para acabar con los caminantes que se encontraban dentro, Lori protegió a su hijo y vio con dolor como Sophia salía del granero convertida en caminante. Lori trató de consolar a Carl mientras Rick acababa con la niña.
En el estreno de la segunda parte de la temporada Nebraska, Al igual que todos, Lori estuvo bastante conmocionada por lo que había sucedido con la niña pero continuó tratando de no perder la cabeza y mantener la moral de su marido y la de todos en alto. Cuando Dale le manifestó su indignación respecto a la peligrosidad de Shane y le confesó la verdad respecto a la muerte de Otis, Lori se rehusó a creerlo aunque comenzó a albergar dudas. Luego de que Beth Greene cayera enferma por el estrés de la situación y sin Hershel ni Rick para socorrerla, Lori decidió tomar el asunto en sus manos e ir a buscarlos al pueblo. Mientras conducía por la carretera, Lori se distrajo leyendo el mapa del lugar y chocó de frente contra un caminante perdiendo el control del vehículo y produciendo que su auto se vuelque a mitad de la carretera.
En el episodio Triggerfinger, Después del accidente Lori quedó inconsciente por varios minutos y despertó justo a tiempo para ver a un caminante adentrándose por el parabrisas roto del auto. Completamente aterrada Lori intentó salir del auto pero el caminante la tomó del pelo e intentó morderla. Lori acabó con el caminante apuñalándolo en la cara y al salir del vehículo fue atacada nuevamente por otro caminante. La mujer se defendió valientemente y entonces fue capaz de tomar la pistola que había llevado como protección y con ella acabó con su agresor. Lori comenzó a caminar por la carretera en dirección al pueblo hasta que fue alcanzada por Shane quién le mintió respecto al paradero de Rick y Hershel para poder regresarla a la granja. Al enterarse de que su marido y el granjero aún no habían regresado, Lori se enfadó con Shane por haberle mentido y este le dijo que lo había hecho para protegerla a ella y al bebé que estaba esperando, revelándole a todos involuntariamente acerca del embarazo de la mujer. Lori finalmente habló con Shane para poner las cosas en claro y le reveló que lo que sucedió entre los dos había sido un error y también le contó que le había dicho a su marido respecto a la aventura que ambos habían tenido. Cuando ella lo confrontó respecto a la muerte de Otis, Shane no reaccionó de la manera en la que ella estaba esperando y esto produjo que la mujer comience a preocuparse profundamente. Luego de que su marido regresara, Lori habló con él respecto a las acciones de Shane y finalmente le susurro al oído que Shane era muy peligroso para todos y debía matarlo.
En 18 Miles Out, Mientras cuidaba de una muy deprimida Beth Lori descubrió que la niña estaba contemplando suicidarse y tras detenerla dio aviso a los otros al respecto. Lori fue confrontada por Andrea por haber evitado que la niña tomase su propia decisión de vivir o morir y entonces las dos comenzaron a discutir. Lori acusó a Andrea de no hacer nada productivo por el grupo más que tomar sol con la excusa de vigilar el campamento y entonces Andrea ofendida le dijo ser egoísta y no agradecer las bendiciones que tenía en su vida. Andrea le dijo que mientras los otros solo acumulaban perdidas ella había recuperado a su hijo y a su marido de la muerte, estaba embarazada e inclusive había conseguido un novio (haciendo alusión a Shane) y era incapaz de percibir el sufrimiento de los demás por pensar solo en ella. Lori solo se quedó callada tras estas palabras y luego cuando Beth se encerró en el baño para tratar de suicidarse intervino rápidamente junto con Maggie y rompió la cerradura para poder entrar. Cuando Maggie expulsó a Andrea de la casa por haberle dado chance a su hermana para intentar suicidarse Lori contempló toda la escena sin decir nada y luego habló con Maggie para tratar de defender a Andrea diciendo que por lo menos gracias a Andrea ahora la niña ya no intentaría quitarse la vida.
En el episodio Judge, Jury, Executioner, luego de que Rick y Shane fallaran en su misión de liberar a Randall, Lori estuvo presente cuando su marido decidió que lo mejor sería matar al muchacho y luego lo buscó para hablar con él respecto al tema. Mientras conversaban Lori entendió las razones que el hombre tenía para hacer lo que había decidido y luego escuchó sorprendida y desconfiada como este le decía que Shane ya no sería un problema para ellos. Conforme la hora de la ejecución se acercaba Lori continuó apoyando a su marido aunque cuando este le preguntó si estaba de acuerdo con él ella solo se quedó callada. Finalmente cuando Rick desistió de su idea de asesinar a Randall debido al mal ejemplo que le estaban dando a Carl Lori lo consoló y luego ambos vieron tristes y horrorizados como Dale moría luego de ser atacado por un caminante.
En Better Angels, tras asistir al funeral de Dale Lori ayudó a los otros miembros del grupo a mudarse a la casa Greene y mientras lo hacía aprovechó la oportunidad para hablar con Shane y hacer las pases con él. Lori le agradeció genuinamente por haberla cuidado a ella y a Carl cuando escaparon de Atlanta y también se disculpó con él por lo que había sucedido entre los dos diciendo que lamentaba toda la confusión y que no podría entender jamás todo el sufrimiento que ella le había causado. Ella le confesó que no sabía quien era el padre del bebé que ella estaba esperando y entonces entre lágrimas le dijo que lamentaba que las cosas entre ellos hubiesen tomado la dirección que lo hicieron e inconscientemente con estas palabras terminó de quebrar por completo a un ya muy inestable Shane.
En el final de temporada Beside the Dying Fire, Mientras esperaba a que Rick y Shane volvieran de buscar a un prófugo Randall Lori se sorprendió cuando Daryl le informó de las extrañas circunstancias en las que había encontrado el cadáver del muchacho y entonces muy preocupada le pidió que se dirija al bosque a buscar a su marido. Antes de que el hombre pudiera hacerlo la granja se vio invadida por una inmensa horda de caminantes y entonces Lori guardó refugio dentro de la casa Greene junto a las demás mujeres del grupo mientras los otros trataban de contener la amenaza. Tras percatarse de que Carl había desaparecido la mujer comenzó a desesperarse y buscó al niño por toda la casa pero no tuvo éxito en encontrarlo. Completamente aterrada por la desaparición de su hijo la mujer se rehusó a abandonar el lugar cuando la situación se volvió insostenible pero Carol la convenció de que lo mejor que podían hacer era escapar y entonces Lori comenzó a disparar contra las criaturas mientras se abría camino hacia una de las camionetas. Tras rescatar a Beth, Lori abandonó la granja en compañía de T-Dog. Por el camino Lori discutió con T-Dog acerca del sitio al cual debían dirigirse y amenazó al hombre con saltar del vehículo si no regresaba a la autopista principal puesto que ese sería el primer lugar al que Rick se dirigiría y entonces al hombre no le quedó otro remedio que hacerle caso. Al volver a reunirse con su marido y su hijo, Lori se sorprendió al escuchar la noticia de que Shane no había logrado sobrevivir a la noche y luego abandonó la zona junto al resto de la caravana. Cuando Rick reveló que todos estaban infectados con el virus zombi y el grupo comenzó a juzgarlo por haber ocultado tanto tiempo el secreto Lori buscó a su marido para tratar de confortarlo y mientras lo abrazaba Rick le confesó que había asesinado a Shane. Una sorprendida Lori escuchó atónita las palabras del hombre quien le dijo que lo había hecho por estar cansado de la actitud de su amigo respecto a ella y a Carl y entonces Lori comenzó a sentirse mal ante tal revelación. Cuando Rick le comentó acerca de la participación de Carl en todo el asunto Lori se alteró aún más por lo que había sucedido y tras rehusarse bravamente a dejar que el hombre la toque abandonó la conversación completamente enfurecida y aterrada.

### Temporada 3
En el estreno de temporada Seed, por varios meses, Lori y su grupo se mantuvieron a la intemperie y en este lapso el embarazo de la mujer llegó hasta sus últimas etapas. Bajo los cuidados de Hershel y Carol, Lori pudo soportar los difíciles momentos que tenía que atravesar, ya que tanto su relación con Rick como con Carl se había vuelto fría y distante tras lo acontecido con Shane. Cuando el embarazo de Lori comenzó a dificultarles cada vez más el seguir moviéndose sin rumbo definido, Rick se propuso firmemente tratar de encontrar un lugar fijo donde instalarse y tras dar con una penitenciaria abandonada, guio a todos al lugar. A pesar de su delicado estado, Lori ayudó a limpiar el patio invadido por caminantes y estuvo feliz de haber conseguido un lugar donde poder traer a su bebé al mundo. Mientras acampaban en las afueras de la prisión, ella trató de hablar con su marido respecto a lo que estaba ocurriendo entre ambos, pero Rick la evitó enfadado y entonces la mujer comprendió que este en verdad la odiaba por lo que había hecho. Tras mudarse a uno de los bloques de la prisión, Lori se instaló en una celda con Carol ya que se sentía aislada de toda su familia, y luego charló con Hershel para manifestarle sus dudas respecto al bebé y pedirle que en caso de que ella o su pequeño murieran durante el parto, no dudara en aniquilarlos. Lori le confesó al hombre sus deseos de haber muerto durante el ataque a la granja ya que se sentía terriblemente culpable por lo que le había hecho hacer a Rick y a Shane, pero entonces el hombre le recalcó que el bebé que llevaba en el vientre no merecía todo lo que ella estaba diciendo y le aconsejó mantenerse fuerte.
En el episodio Sick, luego de que Rick tuviera que amputarle de urgencia la pierna a Hershel para lograr salvarlo cuando fue mordido por un caminante, Lori y Carol atendieron rápidamente al anciano para tratar de estabilizarlo y lo mantuvieron bajo su cuidado durante su agonía. Rick además le comunicó a la mujer que habían descubierto a más sobrevivientes dentro de la prisión y esta no dudo en apoyarlo en su idea de asesinarlos si resultaban ser una amenaza, asegurándole que jamás pensaría que él era un asesino. Cuando el inestable Hershel sufrió un paro respiratorio debido a su condición, Lori actuó rápidamente para tratar de revivirlo y le aplicó respiración de boca a boca, más se llevó un tremendo susto cuando el anciano enroscó sus brazos sobre su cuello y la apretó con fuerza. A pesar del mal momento, la acción de Lori le salvó la vida al hombre y entonces Rick le agradeció lo que había hecho y esta trató nuevamente de hablar con él respecto a ellos. El policía continuó en su postura de indiferencia, indicándole indirectamente que todo entre ellos había terminado y entonces Lori lloró con tristeza mientras añoraba el cariño que había perdido.
En Killer Within, Con el transcurrir de los días dentro de la prisión, Lori continuó asistiendo a Hershel en su recuperación y finalmente cuando este estuvo listo para ponerse de pie y salir al exterior, lo ayudó a hacerlo. Mientras todos admiraban la gran hazaña de Hershel, una horda de caminantes comenzó a invadir lentamente la prisión e instauraron el caos dentro de ella. Lori ayudó a acabar con algunos muertos vivientes pero pronto se vio forzada a correr y entonces ella, Carl y Maggie guardaron refugio en el edificio, que resultó también estar lleno de las criaturas. Mientras corrían por los oscuros pasillos de la penitenciaría, Lori comenzó a sentir las contracciones del parto y estuvo lista para dar a luz, obligando así a Maggie y Carl a socorrerla de emergencia. Tras guardar refugio en la sala de calderas, Lori comenzó a pujar asistida por Maggie, pero en el proceso comenzó a sufrir una hemorragia que puso en peligro su propia vida y la del bebé. Convencida de que no podía dejar morir a la criatura que llevaba dentro, Lori tomó la determinación de sacrificarse y le pidió a Maggie que le corte el vientre para sacar al bebé antes de que fuera tarde. Con gran tristeza, la mujer se despidió de Carl con unas conmovedoras palabras, alentándolo a siempre hacer lo correcto y también arrepintiéndose de los muchos errores que ella había cometido en su vida. Con lágrimas en sus ojos, Lori se entregó al cruel destino y con gritos desgarradores logró salvar la vida del bebé, a costa de la suya propia. Lori murió desangrada durante la cirugía y finalmente Carl tuvo que dispararle en la cabeza para evitar que se reanimara.
En el episodio Hounded, el fallecimiento de Lori tuvo un fuerte impacto en Rick, quien comenzó a sufrir remordimiento por la terrible manera en la que había tratado a su esposa antes de su muerte. Carcomido por la culpa, Rick comenzó a alucinar con misteriosas llamadas telefónicas de la mujer desde el más allá, y tras varias conversaciones Lori le aseguró que no fue su culpa lo que sucedió con ella y lo animó a seguir viviendo para velar por la seguridad de sus hijos.
En el estreno de la segunda parte de la temporada The Suicide King, pese a las aparentes palabras de aliento de Lori, la sanidad mental de Rick continuó deteriorándose más y más, hasta que finalmente las alucinaciones se hicieron más fuertes y el hombre alcanzó a ver a la mujer parada entre las sombras dentro de la prisión, con su vestido de novia a cuestas y mirándolo fijamente. Confundido y atormentado por lo que estaba divisando, la cordura de Rick terminó de quebrarse por completo frente a todos y este comenzó a gritarle al espectro de su esposa para que lo dejara en paz.
En Home, Lori continuó presentándose ante Rick, primeramente parada sobre su tumba y luego sobre un pequeño puente que estaba ubicado en las afueras de la prisión. Tras sentirse atraído por su esposa, un inestable Rick la siguió hasta aquel lugar, donde finalmente pudo reunirse con su amada una última vez, pese a que esta solo era una alucinación. El espectro de Lori acarició tiernamente el rostro del policía, quien no dudo en aceptar dicho gesto y terminó besándola apasionadamente.
En el episodio This Sorrowful Life, cuando Rick comenzó a considerar sacrificar a Michonne ante el Gobernador para evitar ir a la guerra contra el pueblo de Woodbury, el espectro de Lori se le apareció nuevamente como una manifestación de su conciencia y tras mirarlo por varios segundos desde el puente de la prisión, lo hizo recapacitar sobre lo planeaba 
que hacer y desistir de su idea.
En el final de temporada Welcome to The Tombs, finalmente, luego de que Rick lograra encontrar la paz consigo mismo llevándose a vivir a la prisión a los sobrevivientes de Woodbury que habían sido abandonados a su suerte por el Gobernador, el espectro de Lori pudo descansar en paz y dejó de aparecersele al atormentado hombre.

### Temporada 7
En el episodio estreno de temporada The Day Will Come When You Won't Be, Lori aparece brevemente en los recuerdos de Rick, antes de ver a Negan asesinar brutalmente a Abraham y Glenn.

## Desarrollo
Lori Grimes es interpretado por Sarah Wayne Callies, que fue anunciada como parte de la serie en abril de 2010. Callies vio un número de la serie de cómics en una librería en Vancouver. "Yo estaba mirando la edición más reciente que acababa de salir y el propietario de la tienda de cómics se acercó a mí y dijo: "Veo que vas a comprar The Walking Dead. Es asombroso", le dije: "Sí, soy un gran fan Y él dijo: "¿Tu sabes que están haciendo la versión televisiva en AMC?. Debe ser fabuloso". Yo como que miré y me quedé helada y salí corriendo de la tienda".
En los cómics, Kirkman resolvió el triángulo amoroso entre Rick, Lori y Shane bastante rápido, mientras que en la serie, se dedicó a explorar más al trío protagonista.
Sarah estaba a favor de que Lori muera en la prisión, al igual que en el cómic. En una entrevista declaró: "Yo argumentaba que era necesario matar a Lori. Matándola, la historia de Rick seria vital, y puede tomarse de otra manera".

## Recepción

### Recepción Crítica

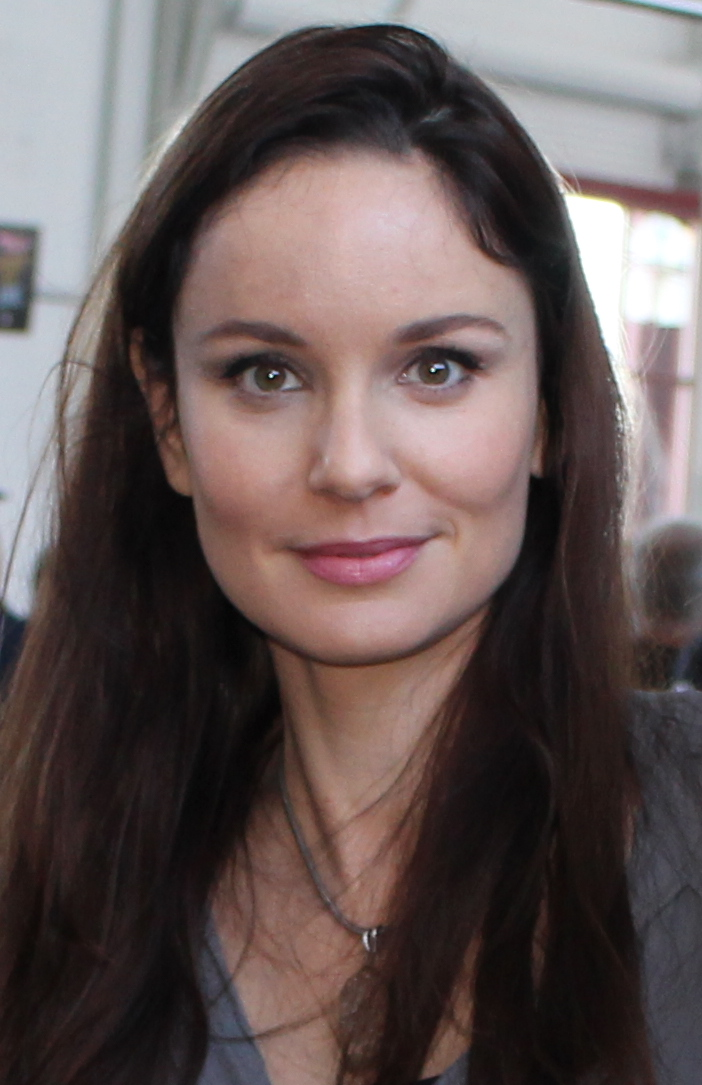
Sarah Wayne Callies obtuvo un rendimiento de varias críticas sobre su actuación, mientras que el personaje de Lori recibió críticas generalmente negativas

En cuanto a la adaptación televisiva del personaje, Lori ha recibido críticas generalmente negativas, con un rendimiento no grato para los fanes Sarah Wayne Callies al recibir una variedad de respuestas de los críticos. Los críticos se polarizan con la reacción de los personajes y consideran a Lori un aborto de personaje como por ejemplo el episodio "Secrets". Zack Handlen de The AV Club criticó sus puntos de vista opuestos al personaje en la materia y afirmó que su razonamiento no es válido. Handlen escribió. "Ni siquiera estoy seguro de que sería posible para ella abortar el embarazo en este momento, pero de trabajo de la serie en el supuesto de que tener un hijo en un mundo donde la muerte acecha literalmente a la vuelta de cada esquina es un bien inequívoco. La única persona quien ha sido anti-embarazoso es Lori, y el espectáculo no ha logrado la echo en una muy buena luz, así que no es como sus argumentos tienen mucha agua, lo cual también es ridículo, porque en última instancia, su opinión es la única que importa. El escritor de HitFix Alan Sepinwall refleja pensamientos similares y afirmó que los argumentos de Rick contra los intentos de Lori fueron totalmente obsoletos.
El triángulo amoroso que involucra a Lori, Rick y Shane, sin embargo, fue elogiado. Meslow sintió que las interacciones entre Lori y Rick poseían "tanta crudeza y honestidad como se podía esperar".
Los comentaristas criticaron el desarrollo del personaje de Lori Grimes en el episodio "Nebraska". Eric Goldman para  IGN  estaba enojado al ver la secuencia del accidente, evitando que atrase el desarrollo de cualquier desarrollo destinado a la escena. Dijo: "The Walking Dead realmente necesita trabajar para fortalecer a sus personajes femeninos, y no ayuda cuando Lori sufre un accidente grave por una razón tan estúpida, se distrae mientras mira un mapa mientras conduce. Sí, sí, había un zombi en el camino, pero podría haber sido un animal con la misma facilidad, y realmente socavó el drama previsto de su situación cuando parece tan estúpido lo que sucedió." Zack Handlen para The A.V. Club pensó que la fundación establecida para promover la progresión de la trama fue ideada, mientras Aaron Rutkoff de The Wall Street Journal dijo que la premisa del dilema no tenía sentido.
Los críticos se dividieron sobre la interacción entre Rick y Lori después de que ella descubriera que Shane había muerto. Los comentaristas fueron críticos con el desempeño de Sarah Wayne Callies. Aunque  The Huffington Post  Maureen Ryan reaccionó positivamente a la actuación de Lincoln, afirmó que la naturaleza contradictoria de Lori casi arruinó la escena. De la misma manera, New York Starlee Kine criticó las expresiones faciales de Callies durante la secuencia.. Josh Jackson, quien escribe para Paste dijo, ""Si ese fue un desafío de los escritores, sin embargo, Sarah Wayne Callies tiene que sentir que solo están jugando con ella en este punto. Su personaje, Lori, básicamente le dice a Rick que Shane necesita ser reprendido, y luego lo trata como a un monstruo cuando se ve obligado a seguir adelante con él."
Los destinos de Lori y el personaje de T-Dog en el episodio "Killer Within" obtuvieron críticas favorables de comentaristas de televisión. Según el escritor Alan Sepinwall de [HitFix], el momento en que Lori y Carl comparten sus despedidas fue el evento más desgarrador desde el final del episodio de la segunda temporada "Pretty Much Dead Already". Laura Hudson  escribiendo para Los Angeles Times sintió que era una partida sombría para un personaje que soportó largos episodios de dolor por razones fuera de su control. Erik Kain de Forbes "encontró que la muerte de Lori es especialmente difícil de ver y se sorprendió por T- Dog ya que consideró que  su muerte fue "repentina"  a pesar de que él "nunca fue una figura tan prominente" en el programa. "A pesar de que estas muertes fueron difíciles de ver", escribió Kain, "también me dan fe en el programa." A pesar de que declaró que T-Dog murió "una muerte heroica", Michael Rapoport de Wall Street Journal concluyó que la desaparición de Lori fue la más memorable.
La muerte de Lori apareció en  The Huffington Post   lista de "Los Momentos de TV' OMG 'más grandes de 2012", y se colocó decimonoveno puesto en  Slate   ya que el artículo cubre los momentos de televisión más destacados del año. El periodista Chris Kirk dijo que el segmento era "completamente sorprendente", y señaló que los escritores engañaron a los espectadores al arrojar luz sobre la relación desmoronada de Lori con Rick. En contraste, Zack Handlen de  The AV Club  en su revisión sintió el episodio "tropezon [d]" en cómo [...] Lori [fue] eliminada y en cómo la historia de Woodbury repitió lo que ya se sabía. Handlen comentó en su revisión de B + que "matar a [...] Lori le ganó al programa una emoción inmediata, pero también significaba tachar [una] fuente potencial [...] de drama, [alguien] que tenía una historia en el serie, por muy delgada o pobremente desarrollada que haya sido la historia ".
Sin embargo, el desempeño de Sarah Wayne Callies en el episodio fue elogiado por unanimidad. El escritor de IGN Eric Goldman elogió a Callies Sepinwall agregó que Callies "vendió absolutamente" el retrato de una madre diciendo "adiós al hijo que tuvo que crecer demasiado rápido".